# اندرو فرانكا
اندرو فرانكا (بالهولندية: Andro Franca)‏ (18 أكتوبر 1987 بروتردام في هولندا - ) هو لاعب كرة قدم هولندي في مركز الهجوم. لعب مع ناك بريدا.